# Oculus Quest
Oculus Quest（オキュラス クエスト）は、Facebookの一部門であるOculus VRが開発したバーチャル・リアリティヘッドセットである。このデバイスは完全なスタンドアローン型で、6DoF(6自由度)のコントローラーを2つ使用し、Qualcomm Snapdragon 835 SoC (システムオンチップ)で実行されている。2020年10月時点でOculus Questの販売は終了している。2024年3月6日にサポート終了がアナウンスされた。

## 概要
2016年のOculus Connect 3において、Facebook CEOであるマーク・ザッカーバーグが、「Santa Cruz」というコードネームのもとOculusがスタンドアローン型のVRヘッドセットを開発中であることを明かした。
翌年のOculus Connect 4では、2018年にソフトウェア開発キットを送り出すことを目指しているとOculusが発表。また、Oculus RiftのTouchコントローラーに似たコントローラーを使用することも明らかにした。
2018年のConnect 5で、Oculusは、このシステムのセット価格を49,800円でとすることと、名称が「Oculus Quest」であることを発表した。そして、2019年のF8で、Questの出荷予定日が2019年5月21日となることが発表された。
Oculus Questの販売は2020年10月時点で終了している。
2020年10月13日に後継デバイス「Oculus Quest 2」が発売され、2021年Meta (企業) に買収され、「Meta Quest 2」へ改名された。

## ハードウェア
Oculus QuestのデザインはOculus Goに似ているが、より性能の高いグラフィックチップとアクティブ冷却を備えている。ヘッドセットの重量は571g (20.1 oz)である(これに対し、初代Oculus Riftは470g (17 oz)であった)。バッテリー持続時間は約2～3時間でメモリは4GB。

### スクリーンとレンズ
Oculus Questでは、ダイヤモンド状のペンタイル配列のOLEDディスプレイを2つ使用している。各ディスプレイの解像度は1440 × 1600、リフレッシュレートは72Hzである。このヘッドセットには、レンズのスイートスポットを拡大できる「次世代」レンズ技術が使用されているが、これはもともとOculus Goに導入された技術である。ゴッドレイ現象などの視覚アーティファクトは軽減されたが、コントラストの高いシーンではまだそれらが見られる。物理的な瞳孔間距離(IPD)の調整機能もある。

### Oculusインサイト
Oculus Questには、Oculus Rift Sで使われているのと同じ、「Oculusインサイト」と呼ばれるインサイドアウトトラッキングシステムが備わっている。このシステムは、ヘッドセットの四隅に配置されている、ヘッドセットを空間的にトラッキングするための広角カメラによって機能している。

### 音声
Questのヘッドバンドには内蔵ヘッドホンがあるが、ヘッドセットに3.5mmのオーディオジャックが2つ埋め込まれているため、ユーザーは手持ちのヘッドホンを外付けすることもできる。

## 周辺機器
Oculus Questにはスピーカーが内蔵されているが、Oculusから純正インナーイヤー型ヘッドホンを購入することもできる。純正の携帯用ケースもある。

### コントローラー

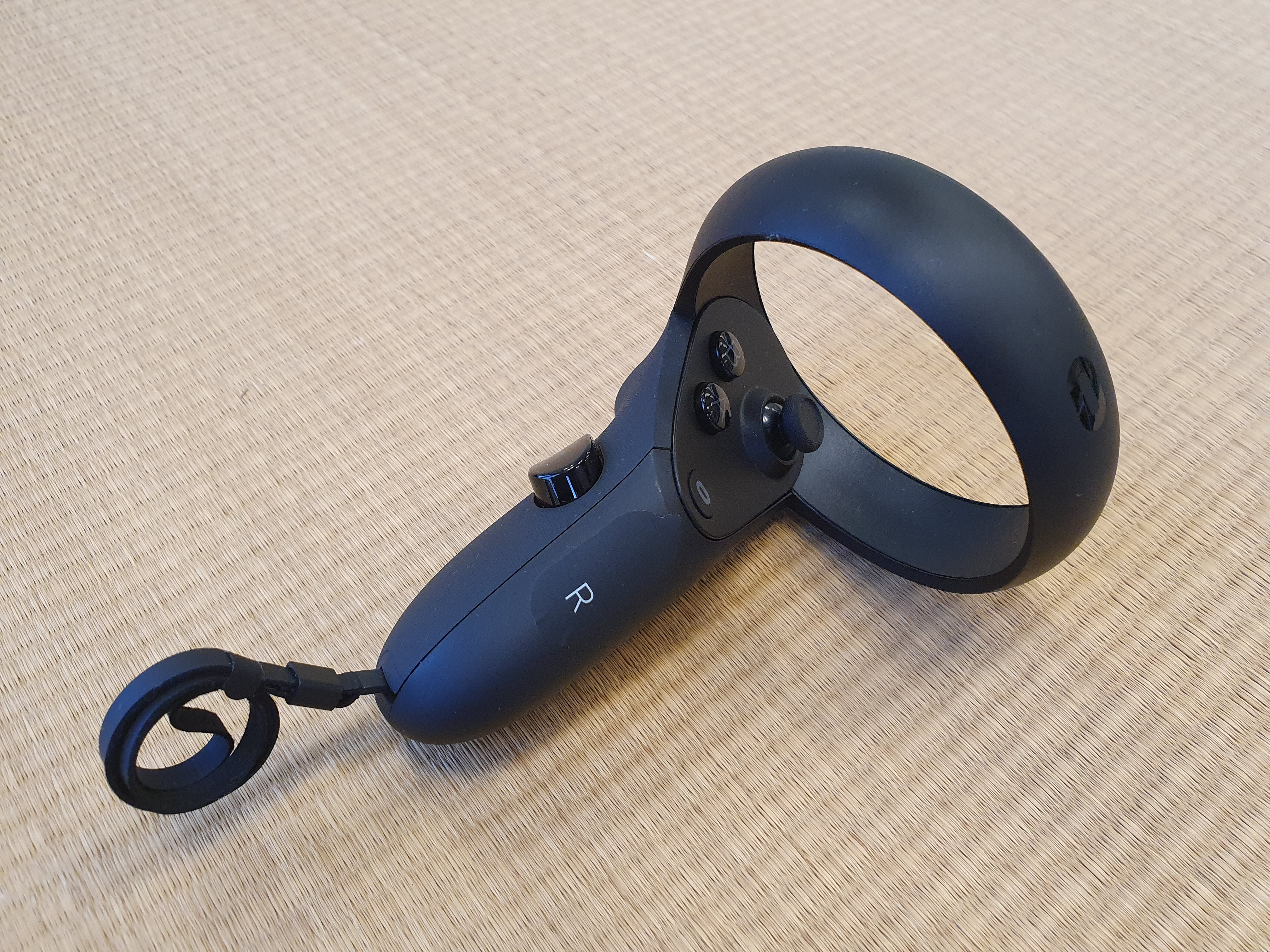
Oculus Touchコントローラー(右手側)

Oculus Questでは、Oculus Rift Sで使用するのと同じ第2世代のOculus Touchコントローラーを使用する。旧バージョンのOculus Touchコントローラーではトラッキングリングが裏側にあったが、新しいコントローラーでは、新しいインサイドアウトトラッキングシステムを収容するためリングが上部に移動された。これにより、ヘッドセット内蔵のトラッキングカメラでリングを検知できるようになった。

## ソフトウェア

### ソフトウェアの互換性
Oculusはヘッドセットと同時に50超のゲームを発売した。『Beat Saber』、『VRChat』、『Superhot VR』、『Moss』、『Robo Recall』など、新作ゲームも、すでに良く知られたタイトルもある。『Rec Room』や『VRChat』などの一部のゲームは、クロスプラットフォームやマルチプレイヤーでプレイできる。

### ガーディアン
Oculus Quest装着時、壁や家具等への衝突を避けるため、ガーディアンと呼ばれるプレイエリアの作成を行える。
装着者本人、あるいはコントローラーがプレイエリア端に接近すると、格子状の境界線を表示してエリアからの逸脱を警告する。
ガーディアンは歩行モードと静止モードを任意に切り替え可能で、着座状態では静止モードを使用する。

### パススルー
Oculusパススルーは、ユーザーが内蔵カメラを通じて白黒の平面視で実世界を見ることができる、Oculus Questの機能である。これは主に安全機能として使用される。ユーザーが既定のプレイエリアから出ると、ディスプレイがVRからパススルーに切り替わる。Oculus Connect 6では、このパススルーシステムをOculus Rift Sと同じパススルー+にアップグレードして立体視および立体補正にするという、Questのアップデートが発表された。 またOculusでは、ボタンを押すだけでパススルーをすばやく起動できる機能「パススルーオンデマンド」を、2019年後半に追加する計画だ。

### Oculus Link
Oculus Connect 6で、Oculusは2019年11月にOculus Linkを導入することを発表。これは、Questを一般的なUSB Type-CケーブルでPCにつなぎ、OculusゲームとSteamVRゲームの両方を含むPC VRゲームをプレイできるようにするものである。Oculus Linkには一般的なUSB 3.0ケーブルで使用できるが、Oculusはこのために独自の5mの光ファイバーケーブルを発売する。2019年11月12日、この機能はQuestソフトウェアのバージョン11でついにリリースされた。現在のところ、Oculus LinkはNVIDIAの1060MやAMDの200または300シリーズGPUとの互換性がない。

### ハンドトラッキング
Oculus Connect 6で、2020年前半にソフトウェアを通じてQuestにハンドトラッキング機能を追加することが発表された。しかし、2019年12月9日、Oculusは完全に独立したハンドトラッキングのデモ版を公開するとともに、ハンドトラッキングを利用するためのSDKのアップデートをリリースし、最終的には12月11日にソフトウェアバージョン12.0でデモ版をリリースした。この機能により、ユーザーは自分の手を使ってバーチャル世界に働きかけることができる。このシステムは、機械学習を使用して4つのカメラからのインプットを分析することで、ユーザーの手の位置と姿勢を認識する。

### 評価
Questに対する評価は概して肯定的であった。評論家はQuestのシステムを画期的なVRヘッドセットであると称賛し、批判の大部分は大きなボディや価格に関するものだった。発売から2週間後、OculusはOculus Quest向けのコンテンツの売上高が500万米ドルに達したことを発表。Oculus Connect 6では、Oculusの全プラットフォームで得られた収益の20%以上をQuest向けが占め、総額は2,000万米ドルにのぼることが発表された。また、Oculusの全ヘッドセットのうち、Questのリテンション率が飛び抜けて高いことも同イベントで報告された。